# Calliophis nigrescens
Calliophis nigriscens, conocida comúnmente como  serpiente de coral negra o serpiente de coral rayada, es una especie de serpiente venenosa de la familia Elapidae endémica de la India.

## Distribución Geográfica
Se encuentra en la India en los Ghats occidentales, Karwar, Wayanad, Nilgiris, Anamalai, y las montañas Travancore a 1200| - 1850 metros.

## Descripción
Ver escamas de serpiente para los términos usados.
Rostral más ancha que larga; frontal tan larga como la distancia desde el extremo del hocico, mucho más corta que los parietales; una preocular y dos postoculares; una sola temporal; siete supra labiales, tercera y cuanta entrando al ojo; escudo de la barbilla anterior tan largo como el posterior o un poco más corto, en contacto con cuatro labiales. 
Escamas dorsales en 13 filas. Ventrales 232-261; anal usualmente dividida; subcaudales 33-44. 
Esta especie comprende varias variedades de color, las que se conectan por gradaciones insensibles; en toda la cabeza y la nuca son de color negro, con una banda amarilla oblicua, a veces dividido en puntos, a cada lado de los parietales a detrás del ángulo de la boca, y el labio superior es de color amarillo por delante y por detrás del ojo; las partes inferiores son de color rojo uniforme.
Las variaciones de color incluyen:
- A. Violáceo marrón oscuro arriba, con tres o cinco series longitudinales de manchas negras con bordes claros.
- B. Las manchas confluentes y formando tres bandas negras longitudinales con bordes de color blanquecino.
- C. Intermedio entre A y B.
- D. Púrpura marrón oscuro anteriormente, con tres o cinco más o menos distintas rayas negras, cuyos bordes no son claros.
- E. Marrón rojizo pálido o rojo arriba, con cinco rayas negras.[1]

Longitud total 1,10 metros; cola  11,5 cm.

## Lectura adicional
- Das I. 2002. A Photographic Guide to Snakes and Other Reptiles of India. Sanibel Island, Florida: Ralph Curtis Books. 144 pp. ISBN 0-88359-056-5. (Calliophis nigriscens, p. 52).

- Günther A. 1862. On New Species of Snakes in the Collection of the British Museum. Ann. Mag. Nat. Hist., Series 3, 9: 124-132. (Callophis [sic] nigrescens, pp. 131-132).

- Slowinski, Joseph B.; Boundy, Jeff; Lawson, R. 2001. The phylogenetic relationships of Asian coral snakes (Elapidae: Calliophis and Maticora) based on morphological and molecular characters. Herpetologica 57 (2): 233-245.

- Smith MA. 1943. The Fauna of British India, Ceylon and Burma, Including the Whole of the Indo-Chinese Sub-region. Reptilia and Amphibia, Vol. III.—Serpentes. London: Secretary of State for India. (Taylor and Francis, printers). xii + 583 pp. (Callophis [sic] nigriscens, pp. 422-423).

- Vyas, Raju. 1988. Extension range of the striped coral snake (Callophis nigrescens). Hamadryad 13 (2): 3-4.